# Red Orc's Rage
Red Orc's Rage (cu sensul de Mânia orcului roșu, 1991) este un roman științifico-fantastic al scriitorului american Philip José Farmer. Romanul are conexiuni marginale cu seria World of Tiers (1965–93). Deși personajele principale din celelalte cărți nu apar direct, acest roman oferă unele materiale de fundal privind evenimentele și personajele din celelalte romane.    

## Cadru
Romanul și seria au loc într-o serie de universuri construite artificial, create și conduse de ființe decadente (numite "Lorzi") care sunt identice din punct de vedere genetic cu oamenii, dar se consideră superioare, acestea au moștenit o tehnologie avansată pe care nu o mai înțeleg. Această tehnologie permite "Lorzilor"  (sau "Thoans" așa cum i-a denumit Farmer în introducerea sa pentru un joc video RPG) să creeze forme noi de viață și, de asemenea, să prevină îmbătrânirea sau boala, făcându-i efectiv nemuritori. Tehnologia lor le permite, de asemenea, să creeze mici universuri artificiale (ca de exemplu universul buzunar), planete și stele în aceste universuri și să modifice legile fizicii (de exemplu, schimbarea comportamentului gravitației) pentru a crea fenomene neobișnuite sau interesante în aceste universuri. Călătoria instantanee în interiorul și/sau între aceste universuri este realizată prin utilizarea porților care par să funcționeze ca dispozitive de teleportare sau ca mijloc de a crea găuri de vierme între diferitele regiuni ale spațiului.

## Legături externe
- en  Istoria publicării lucrării Red Orc's Rage la Internet Speculative Fiction Database

## Vezi și
- 1991 în literatură
- Realitatea simulată în ficțiune